# 1951년 팬아메리칸 게임

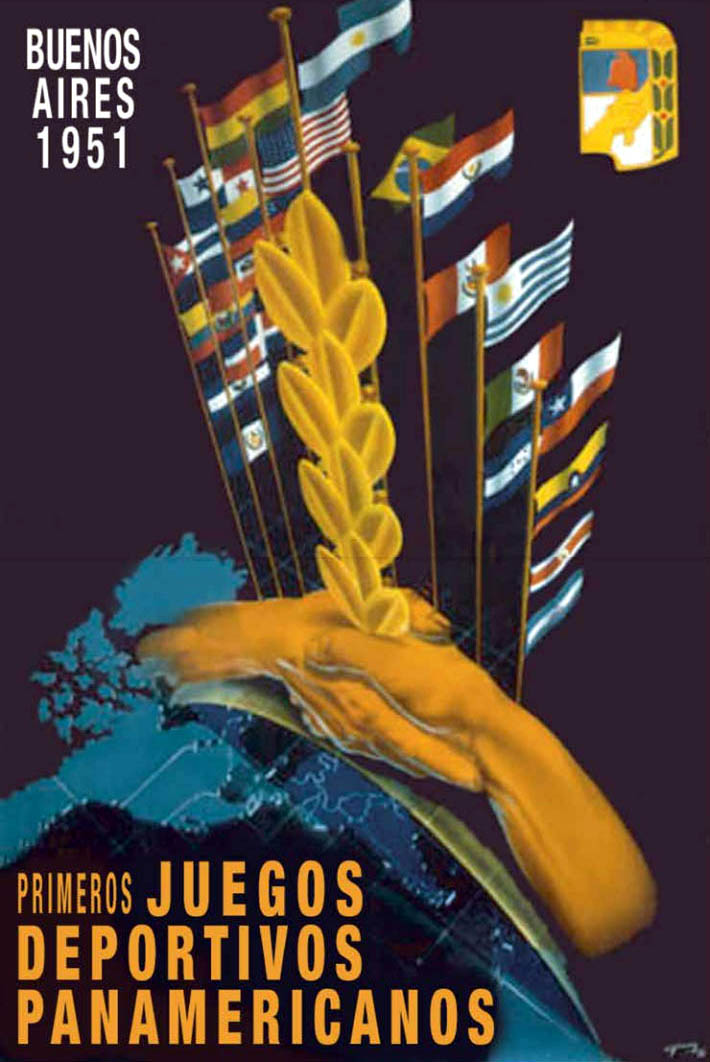

1951년 팬아메리칸 게임은 1951년 2월 25일부터 3월 9일까지 아르헨티나의 부에노스아이레스에서 열린 1번째 팬아메리칸 게임이다.

## 참가국
- 아르헨티나 (개최국)
- 브라질
- 칠레
- 콜롬비아
- 쿠바
- 에콰도르
- 엘살바도르
- 과테말라
- 프랑스령 기아나
- 아이티
- 자메이카
- 멕시코
- 니카라과
- 파나마
- 파라과이
- 페루
- 푸에르토리코
- 트리니다드 토바고
- 우루과이
- 미국
- 베네수엘라

## 개최 종목
- 근대5종
- 농구
- 다이빙
- 레슬링
- 복싱
- 사이클
- 수구
- 수영
- 싱크로나이즈드 스위밍
- 야구
- 역도
- 육상
- 조정
- 체조
- 축구
- 테니스
- 펜싱
- 폴로

## 메달 집계
| 순위 | 국가              | 금메달 | 은메달 | 동메달 | 합계 |
| ---- | ----------------- | ------ | ------ | ------ | ---- |
| 1    | 아르헨티나        | 68     | 44     | 38     | 150  |
| 2    | 미국              | 44     | 33     | 18     | 95   |
| 3    | 칠레              | 9      | 20     | 12     | 41   |
| 4    | 쿠바              | 9      | 9      | 10     | 28   |
| 5    | 브라질            | 5      | 15     | 12     | 32   |
| 6    | 멕시코            | 4      | 9      | 27     | 40   |
| 6    | 페루              | 2      | 5      | 7      | 14   |
| 8    | 트리니다드 토바고 | 1      | 3      | 0      | 4    |
| 9    | 에콰도르          | 1      | 0      | 1      | 2    |
| 10   | 콜롬비아          | 1      | 0      | 0      | 1    |
| 11   | 베네수엘라        | 0      | 1      | 1      | 2    |
| 12   | 코스타리카        | 0      | 1      | 0      | 1    |
| 13   | 자메이카          | 0      | 0      | 3      | 3    |
| 14   | 파나마            | 0      | 0      | 2      | 2    |
| 14   | 파라과이          | 0      | 0      | 2      | 2    |
| 16   | 과테말라          | 0      | 0      | 1      | 1    |
| 16   | 아이티            | 0      | 0      | 1      | 1    |
| 합계 | 합계              | 144    | 140    | 135    | 419  |